# Station Olomouc místní nádraží
Olomouc místní nádraží (Nederlands: Olomouc Lokaalstation, Duits vroeger: Olmütz Lokalbahnhof) was een spoorwegstation in de Tsjechische stad Olomouc in de wijk Hodolany. Het station lag aan lokaalspoorlijn 275 (die van Olomouc, via Senice na Hané, naar Drahanovice loopt). Olomouc místní nádraží diende als eindstation tot 1931 toen deze functie werd overgenomen door het direct naastgelegen Olomouc hlavní nádraží.
Olomouc hlavní nádraží · Olomouc místní nádraží ↔ Olomouc-Smetanovy sady ↔ Olomouc-Nová Ulice ↔ Olomouc město ↔ Olomouc-Hejčín ↔ Olomouc-Řepčín ↔ Horka nad Moravou ↔ Skrbeň ↔ Příkazy ↔ Senice na Hané ↔ Náměšť na Hané ↔ Drahanovice